# 마스자와역
마스자와역(일본어: 鱒沢駅)은 일본 이와테현 도노시에 위치한 동일본 여객철도 가마이시 선의 철도역이다. 섬식 승강장 1면 2선의 승강장을 갖춘 지상역이다.

## 타는 곳
| (역사 측) | ■ 가마이시 선 | 상행 | 하나마키 방면        |
| (반대 측) | ■ 가마이시 선 | 하행 | 도노 · 가마이시 방면 |

## 역 주변
- 국도 제107호선
- 국도 제283호선
- 사루가이시 강

## 역사
- 1915년 7월 30일 : 이와테 게이벤 철도의 우토역으로서 개업.
- 1924년 12월 16일 : 마스자와역으로 개칭.
- 1936년 8월 1일 : 이와테 게이벤 철도의 국유화에 의해, 일본국유철도 가마이시 선의 역이 된다.
- 1944년 10월 11일 : 일본국유철도 가마이시토 선의 개업에 따라, 소속 노선명이 가마이시사이 선으로 변경됨.
- 1949년 12월 10일 : 1,067mm 궤간으로의 개량 공사 완성.
- 1950년 10월 10일 : 일본국유철도 가마이시 선의 전체 개통에 의해, 다시 가마이시 선의 역이 된다.
- 1971년 10월 1일 : 화물 취급 폐지.
- 1987년 4월 1일 : 일본국유철도 분할 민영화에 의해, 동일본 여객철도가 승계.
- 1993년 10월 1일 : 특수자동 폐색화에 따라 무인화. 마스야마 역장이 폐지되어, 도노 역장 관리하에 한다.

## 인접 역
| 동일본 여객철도 가마이시 선  | 동일본 여객철도 가마이시 선   | 동일본 여객철도 가마이시 선 |
| ---------------------------- | ----------------------------- | --------------------------- |
| 미야모리 모리오카 방면       | ■ 가마이시 선 쾌속 '하마유리' | 도노 가마이시 방면          |
| 가시와기다이라 하나마키 방면 | ■ 가마이시 선 보통            | 아라야마에 가마이시 방면    |